# Žusterna - rastišče pozejdonke
Žusterna - rastišče pozejdonke este o arie protejată (arie specială de conservare — SAC, sit de importanță comunitară — SCI) din Slovenia întinsă pe o suprafață de 6,96 ha, integral pe uscat.

## Localizare
Centrul sitului Žusterna - rastišče pozejdonke este situat la coordonatele 45°32′54″N 13°41′48″E / 45.5483°N 13.6966°E.

## Înființare
Situl Žusterna - rastišče pozejdonke a fost declarat sit de importanță comunitară în aprilie 2004 pentru a proteja un număr necunoscut de specii din flora spontană și fauna sălbatică aflate în arealul zonei. Situl a fost protejat și ca arie specială de conservare în februarie 2012.

## Biodiversitate
Situată în ecoregiunea continentală, aria protejată conține 1 habitat natural: Straturi cu Posidonia (Posidonion oceanicae).
La baza desemnării sitului se află un număr nedeclarat de specii protejate.